# Manuel Barrueco

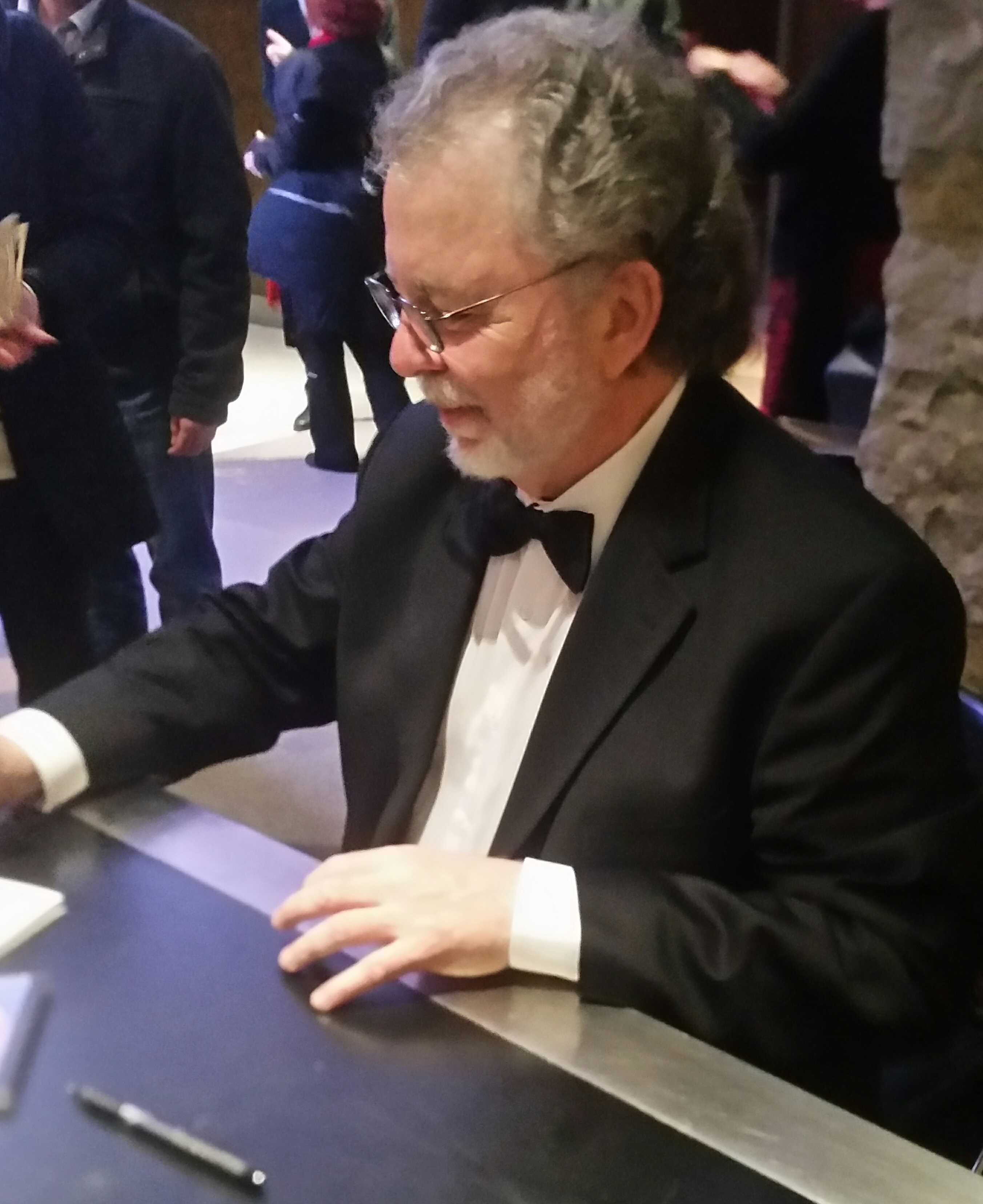
Manuel Barrueco photographed in Montréal, Québec, Canada inside the MBAM Bourgie Hall.

Manuel Barrueco (1952, Santiago de Cuba) é um violonista cubano e professor do Instituto Peabody, em Baltimore, Maryland. Tem se apresentado nos Estados Unidos, Europa e Japão. Manuel Barrueco é reconhecido internacionalmente como uma das figuras mais influentes na cena do violão clássico atual.